# Siêu cúp bóng đá Việt Nam 2010
Trận Siêu Cúp Quốc gia-584 Group năm 2010 là trận chung kết lần thứ 12 trong lịch sử của Siêu cúp bóng đá Việt Nam do Liên đoàn bóng đá Việt Nam phối hợp với Báo Tiền phong đồng tổ chức. Trận đấu diễn ra vào hồi 16 giờ 15 ngày 9 tháng 1 năm 2011 giữa hai đội bóng Hà Nội T&T (nhà vô địch Giải vô địch quốc gia 2010) và Sông Lam Nghệ An (nhà vô địch Cúp quốc gia 2010) trên Sân vận động Hàng Đẫy, thủ đô Hà Nội.
Kết quả chung cuộc, hai đội bóng đã hòa nhau 2–2 trong hai hiệp chính và phân định thắng bại trên chấm luân lưu 11 mét. Hà Nội T&T đánh bại Sông Lam Nghệ An với tỷ số 4–2 sau loạt sút luân lưu, qua đó có lần đầu tiên lên ngôi vô địch..

## Thông tin trước trận đấu
Bối cảnh
Qua 11 kỳ Siêu Cúp đã được tổ chức, Sông Lam Nghệ An là đội bóng giàu thành tích nhất với 3 lần chiến thắng liên tiếp vào các năm 2011–2003. Năm nay, nếu vượt qua được Hà Nội T&T, đội bóng xứ Nghệ sẽ đi vào lịch sử với 4 lần nâng cao Siêu Cúp. Trong khi đó, với đương kim vô địch Quốc gia Hà Nội T&T, chức vô địch Siêu Cúp Quốc gia trong lần đầu tiên tham dự sẽ trở thành cú hích tinh thần vô cùng to lớn trước khi bước vào cuộc đua quyết liệt tại đấu trường V-League.
Điều lệ của trận đấu
Theo quy định của Điều lệ, trong trận Siêu Cúp, 2 đội sẽ được đăng ký 4 ngoại binh trong đó 3 ngoại binh được thi đấu trên sân. Trận đấu không có hiệp phụ. Nếu sau 90 phút thi đấu chính thức kết thúc với tỷ số hòa, hai đội sẽ thi đấu luân lưu 11m để xác định đội thắng. Ban tổ chức cũng đã công bố giá vé cho trận đấu này. Theo đó, vé có mệnh giá cao nhất là 50.000VNĐ/vé và thấp nhất là 10.000VNĐ/vé..

## Chi tiết trận đấu
| Hà Nội T&T                                           | 2–2      | Sông Lam Nghệ An                           |
| ---------------------------------------------------- | -------- | ------------------------------------------ |
| - Sỹ Cường 81' - Cristiano 90+4'                     | Chi tiết | - Edmund 53' - Trọng Hoàng 69'             |
| Loạt sút luân lưu                                    |          |                                            |
| - Gonzalo - Matias - Sỹ Cường - Văn Quyết - Ngọc Duy | 4–2      | - Helio - Đình Đồng - Edmund - Trọng Hoàng |

| TM               | 1  | Dương Hồng Sơn (c) |
| HV               | 2  | Nguyễn Đại Đồng    |
| HV               | 5  | Cristiano Roland   |
| HV               | 22 | Nguyễn Quốc Long   |
| HV               | 55 | Nguyễn Văn Biển    |
| TV               | 8  | Cao Sỹ Cường       |
| TV               | 6  | Nguyễn Hồng Tiến   |
| TV               | 33 | Nguyễn Văn Quyết   |
| TV               | 28 | Thạch Bảo Khanh    |
| TĐ               | 12 | Matias Recíc       |
| TĐ               | 20 | Gonzalo Marronkle  |
|                  |    |                    |
| Cầu thủ dự bị:   |    |                    |
| TV               | 7  | Võ Duy Nam         |
| TV               | 21 | Nguyễn Ngọc Duy    |
| TĐ               | 9  | Lê Công Vinh       |
| Huấn luyện viên: |    |                    |
| Phan Thanh Hùng  |    |                    |

| TM               | 28 | Nguyễn Đức Thắng     |          |     |
| HV               | 2  | Âu Văn Hoàn          |          |     |
| HV               | 3  | Nguyễn Huy Hoàng (c) |          |     |
| HV               | 12 | Nguyễn Hoàng Helio   | Thẻ vàng |     |
| TV               | 17 | Nguyễn Quang Tình    |          | 55' |
| TV               | 9  | Nguyễn Trọng Hoàng   |          |     |
| TV               | 22 | Hoàng Văn Bình       | Thẻ vàng |     |
| HV               | 5  | Hồ Ngọc Luận         |          |     |
| TĐ               | 11 | Nguyễn Ngọc Anh      | Thẻ vàng |     |
| TĐ               | 81 | Edmund Owusu-Ansah   |          |     |
| TĐ               | 99 | Kavin Elroy Bryan    |          |     |
| Cầu thủ dự bị:   |    |                      |          |     |
| TV               | 16 | Đức Thắng            |          |     |
| TV               | 19 | Ngô Hoàng Thịnh      |          | 55' |
| HV               | 14 | Trần Tuấn Anh        |          |     |
| HV               | 24 | Trần Đình Đồng       |          |     |
| Huấn luyện viên: |    |                      |          |     |
| Nguyễn Hữu Thắng |    |                      |          |     |

| THÔNG TIN TRẬN ĐẤU ĐIỀU HÀNH TRẬN ĐẤU - Giám sát trận đấu: Nguyễn Minh Ngọc - Giám sát trọng tài: Nguyễn Trọng Thảo - Trợ lý trọng tài 1: Nguyễn Ngọc Hà - Trợ lý trọng tài 2: Trần Thanh Liêm - Trọng tài thứ tư: Nguyễn Văn Quyết | QUY ĐỊNH TRẬN ĐẤU - Thời gian thi đấu 90 Phút (Mỗi hiệp 45 phút, nghĩ giữa hiệp 15 phút). - Đá luân lưu nếu tỷ số hòa. - 9 cầu thủ dự bị. - Tối đa thay người 3 cầu thủ. |

| Siêu cúp bóng đá Việt Nam năm 2010 Nhà vô địch |
| ---------------------------------------------- |
| Hà Nội T&T Vô địch lần thứ nhất                |